# TT320
La tomba TT320 (nomenclatura actual, les sigles són de l'anglès Theban Tomb, Tomba Tebana), anteriorment anomenada tomba DB320 (les sigles són de Deir el Bahari), és el famós amagatall de mòmies reials (royal mummies cache o royal cache, en anglès) que va descobrir una família de lladres de tombes, els germans Abd el-Rasul a Deir el-Bahari. L'amagatall contenia els restes momificats de més de 50 faraons, reines, membres de la família reial i nobles de diverses dinasties, la majoria de l'Imperi Nou. Actualment estan al Museu d'Antiguitats Egípcies del Caire.

## Una mica d'història

### La tomba a l'Antic Egipte
La tomba es va construir originalment per a Pinedjem II (Summe Sacerdot d'Amon) i la seva família, durant el regnat de la dinastia XXI. Les mòmies de la família de Pinedjem II es van trobar junt amb les dels faraons i de la resta de personalitats. En aquella època els Summes Sacerdots eren els encarregats de vigilar i protegir les mòmies reials i els seus tresors, Pinedjem i els seus predecessors van estar movent les mòmies i part dels aixovars funeraris durant anys. Se sap que en algun moment es van fondre i reciclar alguns dels sarcòfags d'or i d'altres objectes fets de metalls preciosos.
Els robatoris i saquejos de les tombes de la Vall dels Reis van començar tan bon punt es van començar a construir tombes en aquella zona, durant les èpoques de vaques grasses les tombes es respectaven força, sobretot perquè no valia la pena de córrer el risc que suposava enfrontar-se als guardians de la Vall i a sofrir les dures penes imposades als lladres. Però a la darreria de la dinastia XIX i a principis de la dinastia XX va començar una època de problemes econòmics, polítics i socials que van desembocar en diversos conflictes, com la primera vaga documentada de la història entre els treballadors de la Vall (els artesans de Deir al-Madinah). A partir de la dinastia XXI el país es desmembra, els conflictes bèl·lics són freqüents i el poder queda tant repartit que es crea una gran inestabilitat a tots nivells (vegeu: Tercer període intermedi). Una de les conseqüències locals (a Tebes) són els saquejos constants de les tombes reials. Per aquest motiu les mòmies es traslladen diverses vegades a altres tombes o a diversos amagatalls. Finalment, durant el regnat de Sheshonq I primer faraó de la dinastia XXII, els sacerdots decideixen amagar les mòmies i allò que encara queda del seu aixovar funerari principalment en dos amagatalls, la tomba de Pinedjem II i la KV35, la tomba d'Amenofis II a la Vall.

### El descobriment dels Abd el-Rasul i els fets posteriors[2]

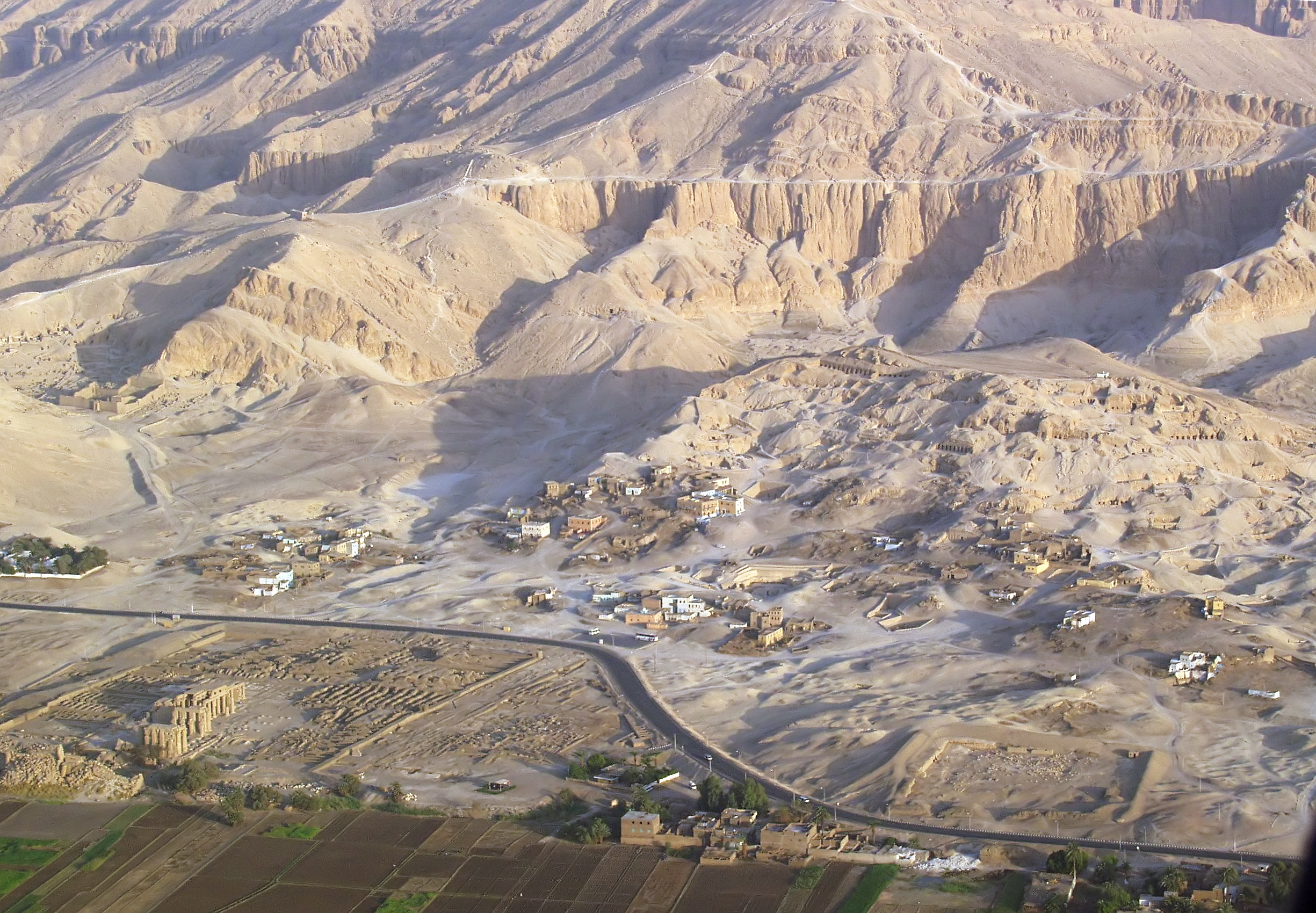
Vista aèria del Ramesseum i de Sheikh Abd al-Gurnah on vivien i comerciaven els Abd el-Rasul.

Segons el testimoni de Mohamed Abd el-Rasul, el germà gran, el seu germà Ahmed va perdre una cabra mentre pasturava el seu ramat, en anar-la a buscar va sentir les queixes de l'animal i les va seguir fins a l'entrada d'un pou, va baixar el pou per a recuperar la cabra i es va trobar amb un passadís, va encendre una espelma i es va trobar una gran tomba plena de sarcòfags amb inscripcions jeroglífiques i relleus. Ell i els seus dos germans, Hussein i Mohamed van començar a extreure'n mòmies, taüts i objectes dels aixovars funeraris i els van començar a vendre al mercat negre. Els Abd el-Rasul es van enriquir molt i van poder dur una vida regalada gràcies al comerç d'aquests objectes. Posteriorment Mohamed es va posar a treballar pel Servei d'Antiguitats Egípcies i va col·laborar activament, el 1891, en el descobriment d'un amagatall, també a la zona de Deir el Bahari, amb més de 160 mòmies de Summes Sacerdots d'Amon a la Vall dels nobles, aviat es va sospitar que els Abd el-Rasul també coneixien aquest amagatall i que també l'havien saquejat i Mohamed va perdre la feina.

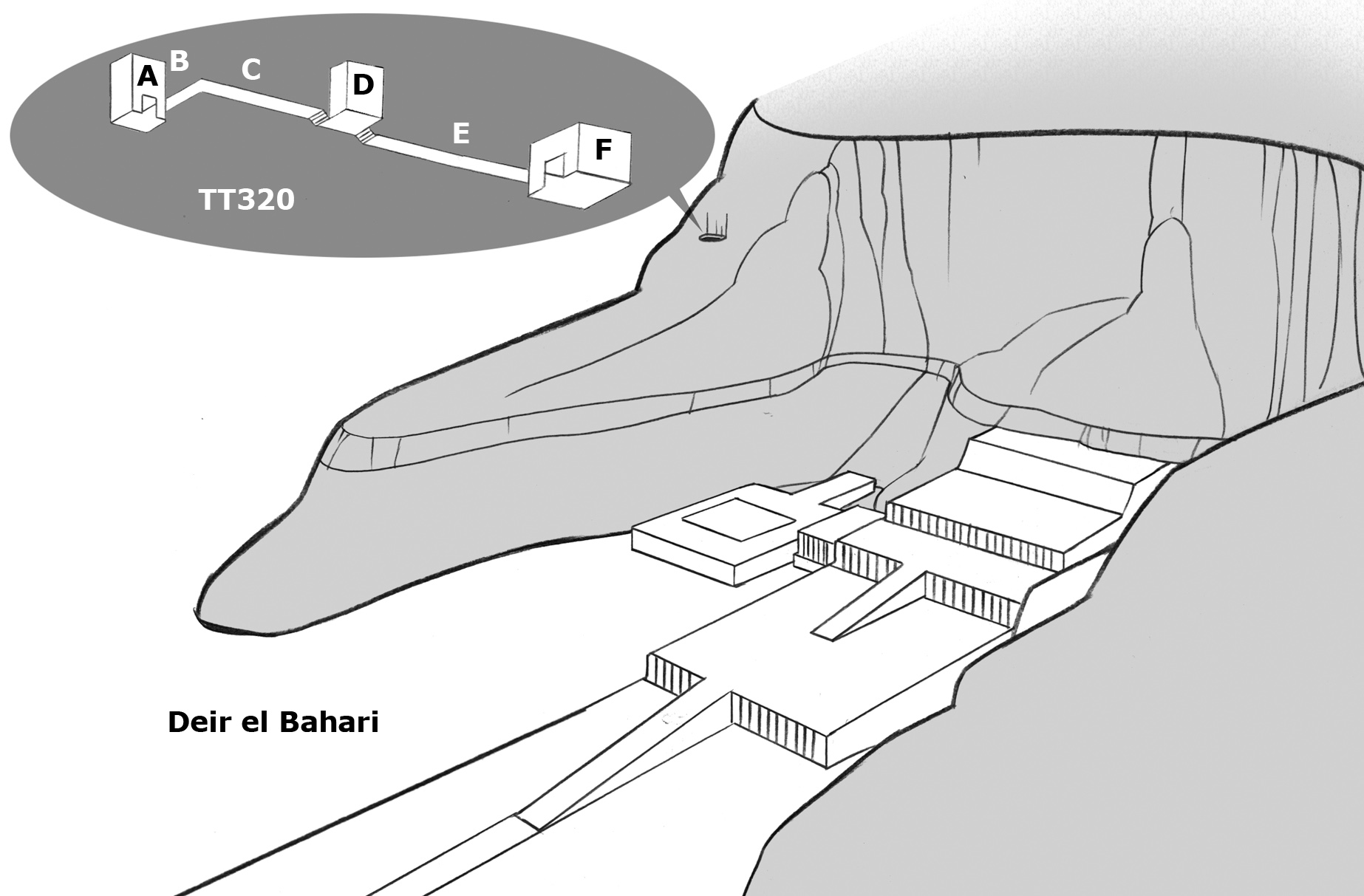
Localització i esquema de la tomba

Des de la creació del Servei d'Antiguitats Egípcies (predecessor del Consell Suprem d'Antiguitats) per Auguste Mariette, s'havia establert que tota excavació havia de ser supervisada per aquest organisme i pels delegats del Museu Egipci del Caire que s'acabava de fundar. Tot i això hi havia un extens mercat negre que venia els tresors de l'Antic Egipte a rics occidentals.
A principis dels anys setanta (del segle XIX) van començar a arribar al mercat negre tot d'objectes de gran bellesa i riquesa que els investigadors del Servei d'Antiguitats van poder catalogar com a pertanyents a la dinastia XXI, per les inscripcions, els materials emprats i el treball dels artesans van poder deduir que es tractava d'objectes de l'alta noblesa o de la reialesa. Van investigar durant anys, però no en va poder treure l'entrellat, només van descobrir que els tresors havien de venir de la zona de Luxor (l'antiga Tebes). Finalment Gaston Maspero, l'aleshores director del Museu d'Antiguitats Egípcies del Caire i cap del Servei d'Antiguitats Egípcies, va convèncer un milionari nord-americà, Charles Wilbour, qui havia arribat al Caire per a comprar relíquies per a la seva col·lecció, que investigués per a ell. En pocs dies d'haver arribat a Luxor, Wilbour va anar a parar a casa d'Ahmed, qui li va oferir una sèrie d'objectes pertanyents a l'amagatall. Wilbour va telegrafiar ràpidament Maspero qui va iniciar les investigacions. Ahmed va anar a la presó, Hussein va desaparèixer i, arran de les disputes entre els germans pel repartiment del tresor, Mohamed va decidir informar les autoritats i mostrar-los l'amagatall. Uns quants funcionaris i antiquaris també estaven implicats en el saqueig de la tomba i el comerç dels objectes extrets, però segons diversos testimonis, en desconeixien la ubicació.
El 1881, Gaston Maspero, com que no hi podia anar personalment perquè era a França, va enviar una delegació, encapçalada per Emil Brugsch, a salvar tot allò que fos possible de la tomba. L'amagatall es va buidar pràcticament en 48 hores, no se'n van fer fotografies ni plànols ni cap mena de documentació catalogant els objectes o la seva disposició. Brugsch al·legà que havia corregut tant perquè la ubicació de la tomba ja s'havia fet pública i que temia més saquejos dels habitants de la zona. L'única documentació que existeix és de visites i investigacions posteriors, i de l'informe que Maspero demanà a Brugsch, qui l'escriví de memòria. Entre el magatzem dels Abd el-Rasul i la tomba es van recuperar uns 40 sarcòfags i unes 6000 peces, a part de les mòmies.

## Descripció de la tomba
La tomba està situada prop del complex de temples de Deir el Bahari, cap al sud-est, en una posisció elevada i de difícil accés, queda amagada entre els turons que envolten la vall. Queda just a la banda oriental de les muntanyes que separen els temples de Hatshepsut i Tutmosis III de la Vall dels Reis, en línia amb la tomba de Seti I, la KV17, per aquest motiu el 1882, quan ja s'havia buidat, Gaston Maspero la va investigar, per si connectava amb el túnel de la tomba o amb alguna de les tombes properes a la KV17, però va arribar a la conclusió que no quedava cap passadís ocult per descobrir.
S'hi accedeix per un pou vertical de més de 12 metres de profunditat ("A"), al fons del pou comença un corredor d'uns 7 metres i mig de llargada i un i mig d'amplada ("B") que desemboca amb un gir de 90° cap a la dreta en l'entrada a la tomba pròpiament dita. A partir d'aquí la tomba té la forma en línia recta de les tombes de la dinastia XX de la Vall dels Reis. El conjunt té uns 62 metres de llargada i una mitja d'uns dos metres d'alçada. Comença amb un passadís ("C"), amb graons excavats, que desemboca a un replà amb un nínxol ("D") situat a l'esquerra dels graons, a uns 26 metres de l'inici del passadís, d'uns 4 metres d'amplada i 8 de llargada, el passadís continua en línia recta ("E"), uns 32 metres, fins a la cambra funerària ("F").
Els restes i els objectes que s'hi van trobar estaven en diferents estats de conservació: des que es va obrir l'esboranc del sostre, cap al 1881, hi va entrar aire, aigua i altres agents que van anar malmetent alguns dels objectes i mòmies, sobretot els més fràgils com els papirs. Per altra banda, la inestabilitat del sostre i les parets, afavorida per aquests factors i per l'acció humana, va provocar diversos despreniments arreu que també van malmetre els tresors i la decoració de la tomba.

## Les mòmies que s'hi van trobar

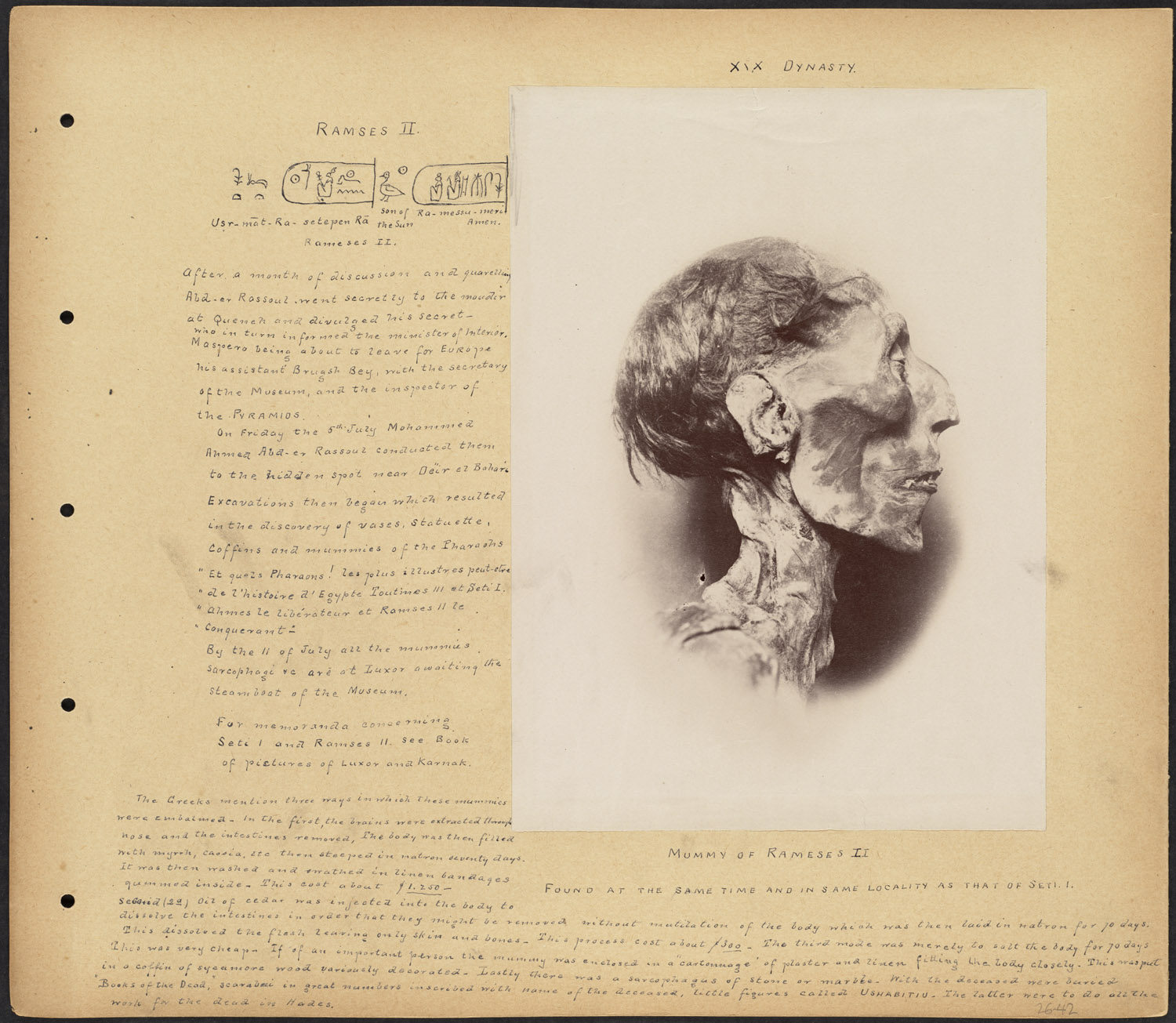
Fotografia de la mòmia de Ramsès II i notes sobre l'amagatall i els Abd el-Rasul recollides per William Vaughn Tupper durant el seu viatge pel Nil, cap al 1890.

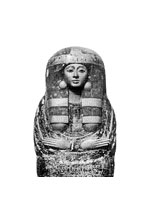
Sarcòfag d'Isetemkab (dinastia XXI)

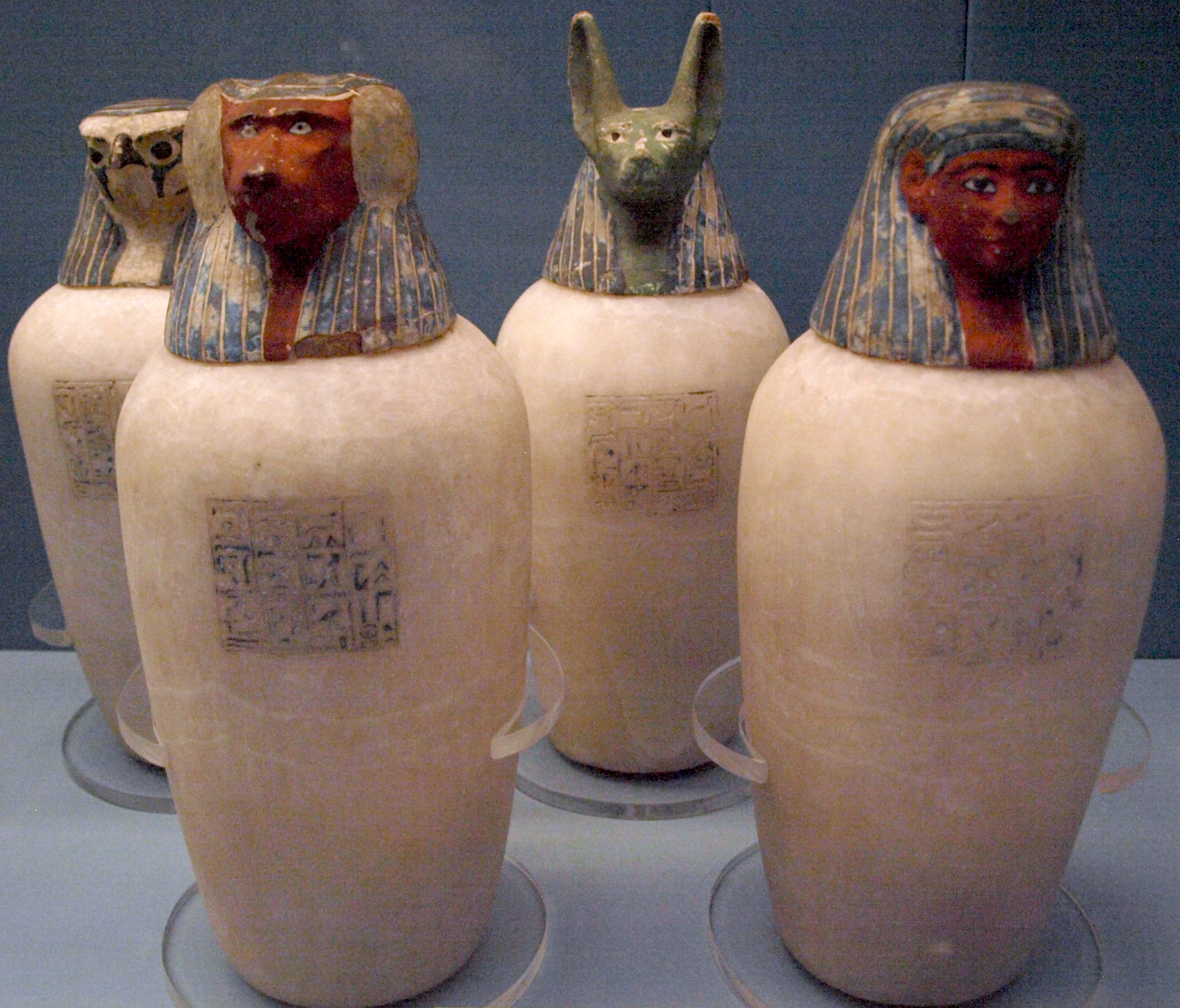
Vasos Canopis de Nesjons, avui al Museu britànic.

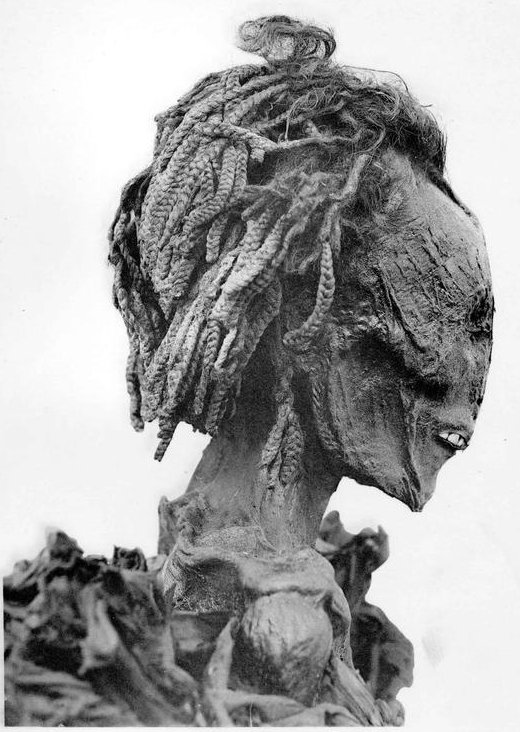
Detall de la mòmia d'Amosis-Inhapi.

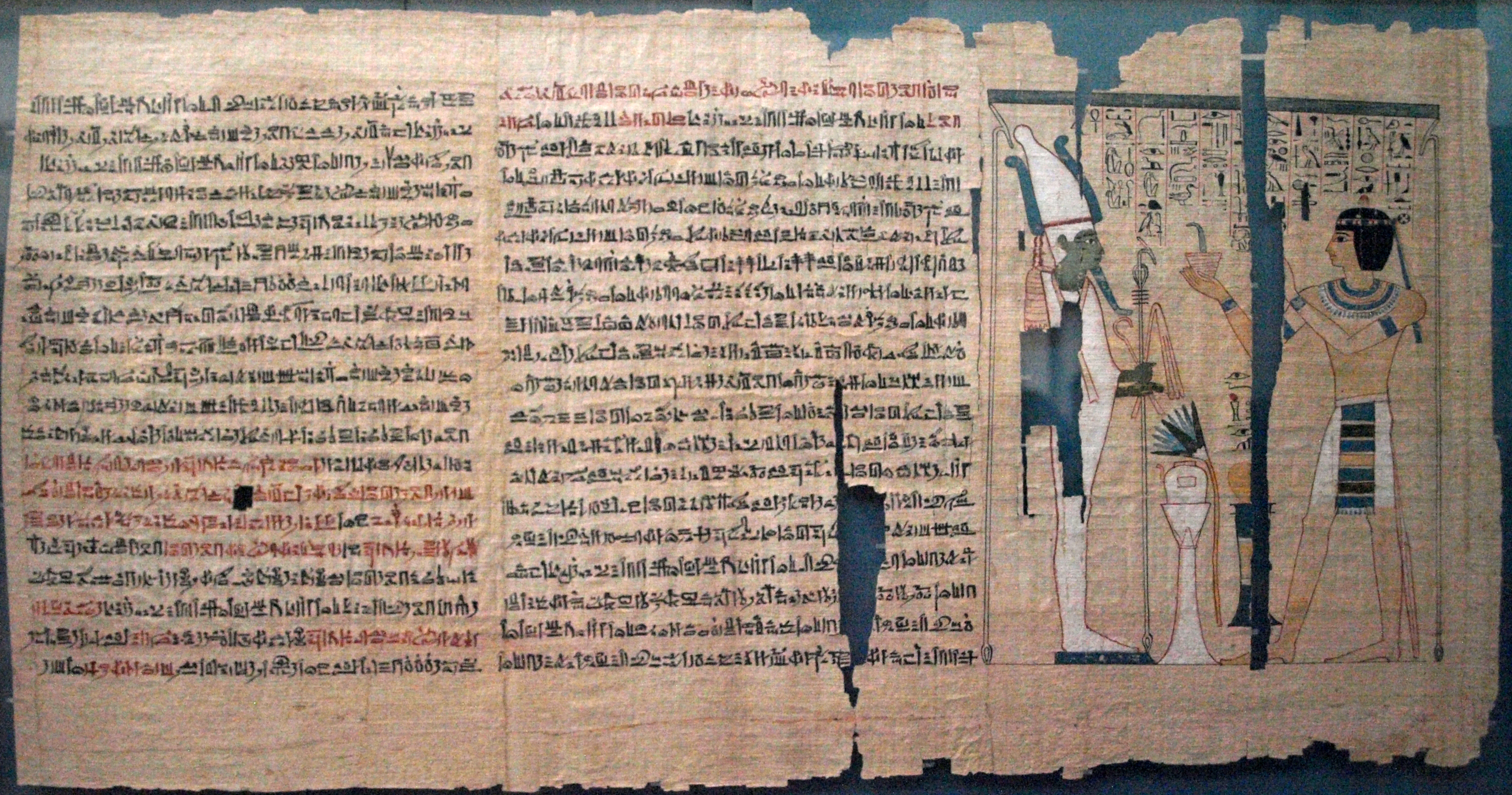
Llibre dels Morts de Pinedjem II, avui al Museu britànic.

|         | Nom                | Dinastia                              | Situació (Mòmia/Sarcòfag) | Comentaris |
| ------- | ------------------ | ------------------------------------- | ------------------------- | --- |
| 1       | Aah-Hotep I/II     | Dinastia XVII/XVIII                   | D / -                     | |
| 2       | Amosis-Henutemipet | Dinastia XVII                         | - / *                     | Filla del faraó Sekhenenre i de la reina Ahhotep I. |
| 3       | Amosis-Henuttamehu | Dinastia XVII                         | * / *                     | Filla de Sekhenenre i d'Amosis-Inhapi. |
| 4       | Amosis Inhapi      | Dinastia XVII                         | B / -                     | Germana i esposa de Sekhenenre. |
| 5       | Amosis-Meritamon   | Dinastia XVIII                        | * / -                     | Filla del faraó Amosis I i de la reina Amosis-Nefertari, Gran Esposa Reial d'Amenofis I.                                                                                     |
| 6       | Amosis-Nefertari   | Dinastia XVIII                        | D / D                     | Filla de Sekhenenre i d'Ahhotep I, germana i Gran Esposa Reial d'Amosis I i mare d'Amenofis I, al sarcòfag també van trobar la mòmia del faraó Ramsès III de la dinastia XX. |
| 7       | Amosis Sapair      | Dinastia XVII o XVIII                 | * / *                     | Príncep, fill de Sekhenenre, Kamosis o d'Amosis I, era germà o germanastre d'Amenofis I. Dins del sarcòfag s'hi va trobar la mòmia d'un infant no identificat.               |
| 8       | Amosis-Sitkamose   | Dinastia XVII o XVIII                 | * / -                     | Princesa, probablement filla del faraó Kamosis. La mòmia estava dins del sarcòfag de Pediamun.                                                                               |
| 9       | Amosis I           | Dinastia XVIII                        | D / D                     | Faraó fundador de la dinastia XVIII, fill de Sekhenenre i germà de Kamosis.                                                                                                  |
| 10      | Amenofis I         | Dinastia XVIII                        | C / C                     | Segon faraó de la dinastia XVIII, fill i successor d'Amosis I. |
| 11      | Baket              | Dinastia XVIII                        | * / *                     | Princesa, possiblement l'anomenada Baketamon, filla del faraó Tutmosis III.                                                                                                  |
| 12      | Djed Ptahiufankh   | Dinastia XXII                         | F / F                     | Tercer o quart profeta d'Amon, marit de Nestanebtishru, filla de Pinedjem II.                                                                                                |
| 13      | Hatshepsut         | Dinastia XVIII                        | - / -                     | Només un cofre de fusta amb el fetge o la melsa momificats. |
| 14      | Henuttaui          | Dinastia XXI                          | B / B                     | Esposa de Pinedjem I. |
| 15      | Isetemkab          | Dinastia XXI                          | F / F                     | Filla de Menkheperre, esposa de Pinedjem II i cap de l'harem d'Amon-Ra. |
| 16      | Maatkare           | Dinastia XXI                          | F / F                     | Filla de Pinedjem I i Esposa del déu Amon. |
| 17      | Masaharta          | Dinastia XXI                          | F / F                     | Fill de Pinedjem I i successor seu com a Summe Sacerdot d'Amon. |
| 18      | Merimose           | Dinastia XVIII                        | - / -                     | Virrei de Kush durant el regnat d'Amenofis III. Només es van trobar els vasos canopis.                                                                                       |
| 19      | Nebseni            | Dinastia XX                           | F / F                     | Escriva i pare de Tentamon, possiblement una esposa de Ramsès XI. |
| 20      | Neskhons           | Dinastia XXI                          | F / F                     | Neboda i esposa de Pinedjem II. |
| 21      | Nesitanebetaixru   | Dinastia XXI                          | F / F                     | Filla de Pinedjem II, amb part de l'aixovar funerari. |
| 22      | Nodjmet            | Dinastia XXI                          | * / *                     | Esposa de Herihor, amb part de l'aixovar funerari. |
| 23      | Paheripedjet       | Dinastia XX                           | - / *                     | El sarcòfag contenia la mòmia de la dama Rai, la dida d'Amosis-Nefertari, de la dinastia XVIII.                                                                              |
| 24      | Pediamon           | Dinastia XXI                          | - / *                     | El sarcòfag contenia la mòmia d'Amosis-Sitkamosis, de la dinastia XVIII. |
| 25      | Pinedjem I         | Dinastia XXI                          | D / C                     | La mòmia estava dins del sarcòfag de Tutmosis I, amb part de l'aixovar funerari.                                                                                             |
| 26      | Pinedjem II        | Dinastia XXI                          | F / F                     | Amb part de l'aixovar funerari. |
| 27      | Rai                | Dinastia XVIII                        | * / B                     | Dida d'Amosis-Nefertari. |
| 28      | Ramsès I           | Dinastia XIX                          | - / C                     | El sarcòfag contenia la mòmia d'una dona anomenada Tetisheri, possiblement la Gran Esposa Reial de Tao I el Vell, de la dinastia XVII.                                       |
| 29      | Ramsès II          | Dinastia XIX                          | D / D                     | |
| 30      | Ramsès III         | Dinastia XX                           | D / D                     | |
| 31      | Ramsès IX          | Dinastia XX                           | F / -                     | |
| 32      | Seniu              | Dinastia XXI                          | - / *                     | Important sacerdot d'Amon. |
| 33      | Sekhenenre         | Dinastia XVII                         | D / D                     | |
| 34      | Seti I             | Dinastia XIX                          | B / B                     | |
| 35      | Siamun             | Dinastia XVIII                        | D / D                     | Fill d'Amosis I i d'Amosis-Nefertari. |
| 36      | Siese              | ?                                     | - / -                     | Escriva reial, només els vasos canopis. |
| 37      | Sitamun            | Dinastia XVIII                        | * / *                     | Filla d'Amosis I i d'Amosis-Nefertari. |
| 38      | Sutimosis          | Dinastia XVIII                        | - / -                     | Ballarina d'Amosis-Nefertari, amb part de l'aixovar funerari. |
| 39      | Tayueret           | Dinastia XXI                          | F / F                     | Cap de l'harem d'Amon-Ra i possiblement esposa de Masaharta. |
| 40      | Tetisheri          | Dinastia XVII                         | - / -                     | Possiblement la Gran Esposa Reial de Tao I el Vell, només les benes de lli amb inscripcions.                                                                                 |
| 41      | Tuthmosis I        | Dinastia XVIII                        | C / -                     | La mòmia estava al sarcòfag de Pinedjem I. |
| 42      | Tuthmosis II       | Dinastia XVIII                        | C / C                     | |
| 43      | Tuthmosis III      | Dinastia XVIII                        | D / D                     | |
| 44      | Wepmosis           | ?                                     | - / -                     | Escriva reial, només els vasos canopis. |
| 45      | Wepwawetmosis      | ?                                     | - / -                     | Cap de l'exèrcit, només els vasos canopis. |
| 46      | Pentauer           | Dinastia XX                           | * / *                     | L'egiptòleg Bob Brier creu que aquesta mòmia, actualment anomenada "Home desconegut E", és la del fill de Ramsès III.                                                        |
| 47 a 53 | Desconeguts        | Imperi Nou o Tercer període intermedi | varis / varis             | |

Les lletres A, B, C, D, E i F corresponen a la zona de la tomba on es van trobar el sarcòfag i/o la mòmia, l'asterisc significa que no es va documentar mai i el guió que no es va trobar. La taula es basa en els escrits de Reeves ki Wilkinson, i de Dodson i Hilton.

## La tomba a la cultura popular
La pel·lícula egípcia del 1969, "La mòmia" (The Night of Counting the Years, en anglès), narra la història del descobriment de la tomba i dels Abd el-Rasul fins a la confessió de la seva localització a les autoritats per part de Mohamed. L'alexandrí Shadi Abdel Salam la va escriure i dirigir, i l'italià Roberto Rossellini la va produir.